# 프레임 (음악 그룹)
프레임은 대한민국의 음악 그룹이다. 2023년 싱글 [Pastel Puzzle]로 데뷔했다.

## 음반
- Pastel Puzzle (2023)